# Cornice (arte)
Una cornice designa un telaio di legno o d'altra materia posto a scopo ornamentale che racchiude quadri, specchi, fotografie, ecc.
Le cornici sono generalmente fatte da quattro o più lati di legno tenuti insieme agli angoli da incastri e colla. La forma delle cornici, più spesso rettangolare, può essere anche esagonale, ottagonale o ovale. Tutte le cornici per quadri hanno una caratteristica comune: sono fatte in maniera da poter ricevere sul retro il telaio di un dipinto.

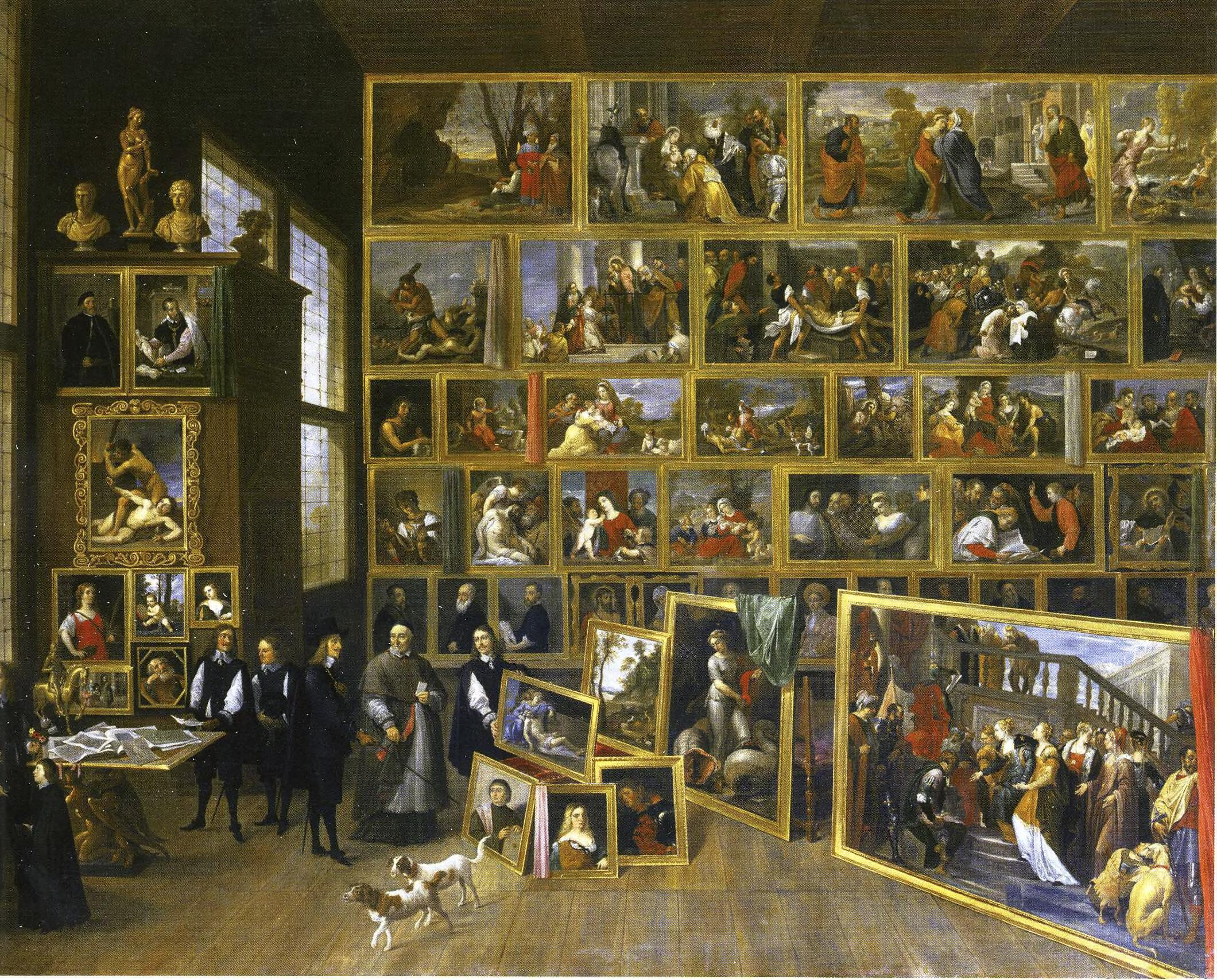
David Tenier il Giovane, La Galleria dell'Arciduca Leopoldo Guglielmo a Bruxelles, Vienna, Kunsthistorisches Museum

## Storia

### Origini
Si pensa che le prime cornici siano quelle che circondavano i Ritratti del Fayyum. Le cornici in stucco potrebbero essere state utilizzate per appendere i ritratti nella casa del proprietario fino al momento della morte, a quel punto il ritratto sarebbe stato posizionato sopra la mummia. Un'altra teoria è che i ritratti siano stati dipinti vicino alla morte e siano stati portati in giro per la città in un corteo funebre prima che il corpo fosse portato all'imbalsamatore.
Originariamente, in Europa, la cornice non era un oggetto a sé stante: le cornici erano, infatti, ricavate dalla stessa tavola di legno del dipinto, situato su di una parte ribassata. Si può ipotizzare che il perimetro rialzato fosse utile al pittore come appoggio per non rovinare il quadro nell'atto di dipingere.

Le prime cornici in legno intagliato apparvero in piccoli dipinti su tavola del XII e XIII secolo. Secondo una serie storica pubblicata su Picture Frame Magazine:
Più tardi si sviluppò un metodo più efficiente e meno costoso che utilizzava strisce di modanatura smussate. Queste strisce erano attaccate a un pannello di legno piatto che produceva un risultato simile al pannello intagliato. Questo tipo di cornice è noto come cornice impegnata.

### Quattrocento

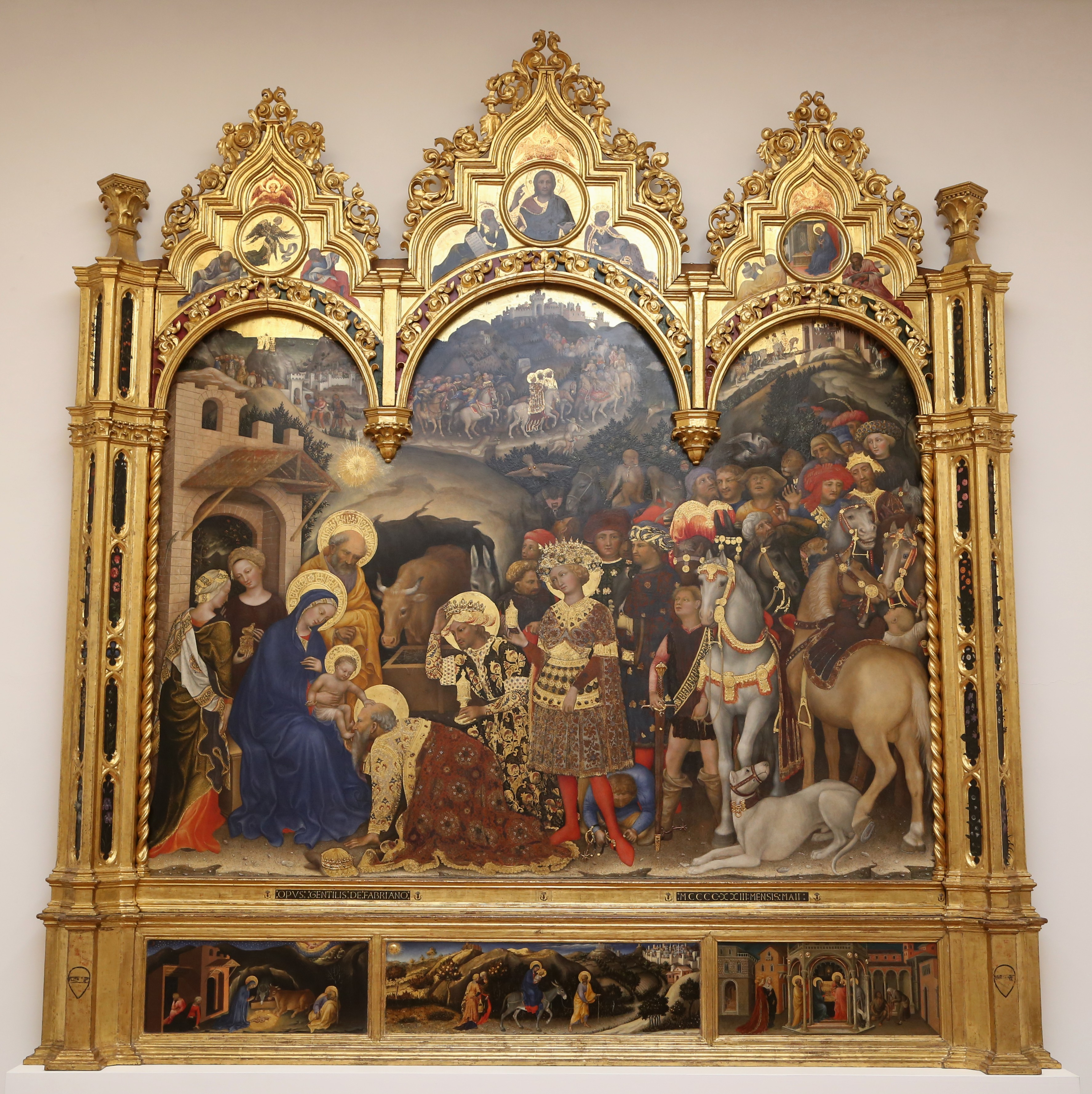
Adorazione dei Magi, Gentile da Fabriano, 1423, Galleria degli Uffizi

Per tutto il XIV e il XV secolo, la maggior parte delle cornici europee fu commissionata dalla Chiesa, in gran parte per pale d'altare. Le cornici erano ornate con elementi architettonici che imitavano gli esterni delle grandi cattedrali. Il Rinascimento italiano vide anche l'ascesa dei mecenati, che si estendevano oltre la Chiesa. Nobili facoltosi, come gli esponenti della famiglia Medici, potevano portare cornici nella loro tenuta commissionando dipinti allegorici, devozionali e ritratti. Nacque così il telaio portatile o mobile. L'Adorazione dei Magi di Gentile da Fabriano (1423) è la prima pala d'altare realizzata con tavola e cornice in due pezzi separati.
Il Quattrocento vide la nascita della "tabula quadrata". Inoltre, si prese ad eseguire la cornice in un momento differente e con tecniche indipendenti dall'opera. A tal proposito, se l'Annunciazione tra i santi Ansano e Margherita di Simone Martini è stata considerata un passaggio intermedio fondamentale, l'Annunciazione di Cortona di Beato Angelico, conservata nel Museo Diocesano di Cortona, è stata indicata come esempio di tavola quadrata "moderna".

Il portico frontale, infatti, pur evocando la suddivisione a trittico, non interrompe il flusso dell'azione.

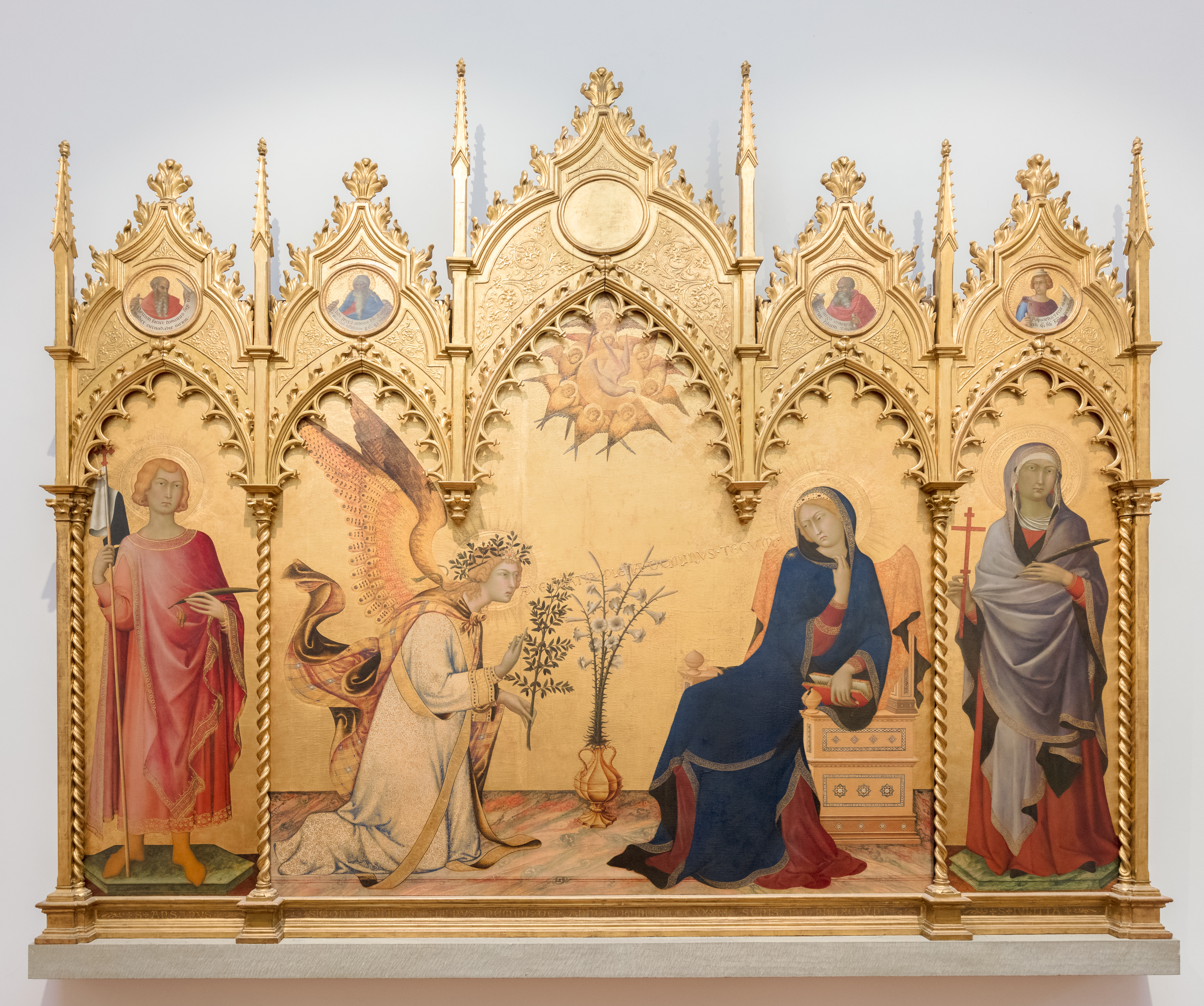
Annunciazione tra i santi Ansano e Margherita di Simone Martini e Lippo Memmi, 1333, Uffizi, Firenze
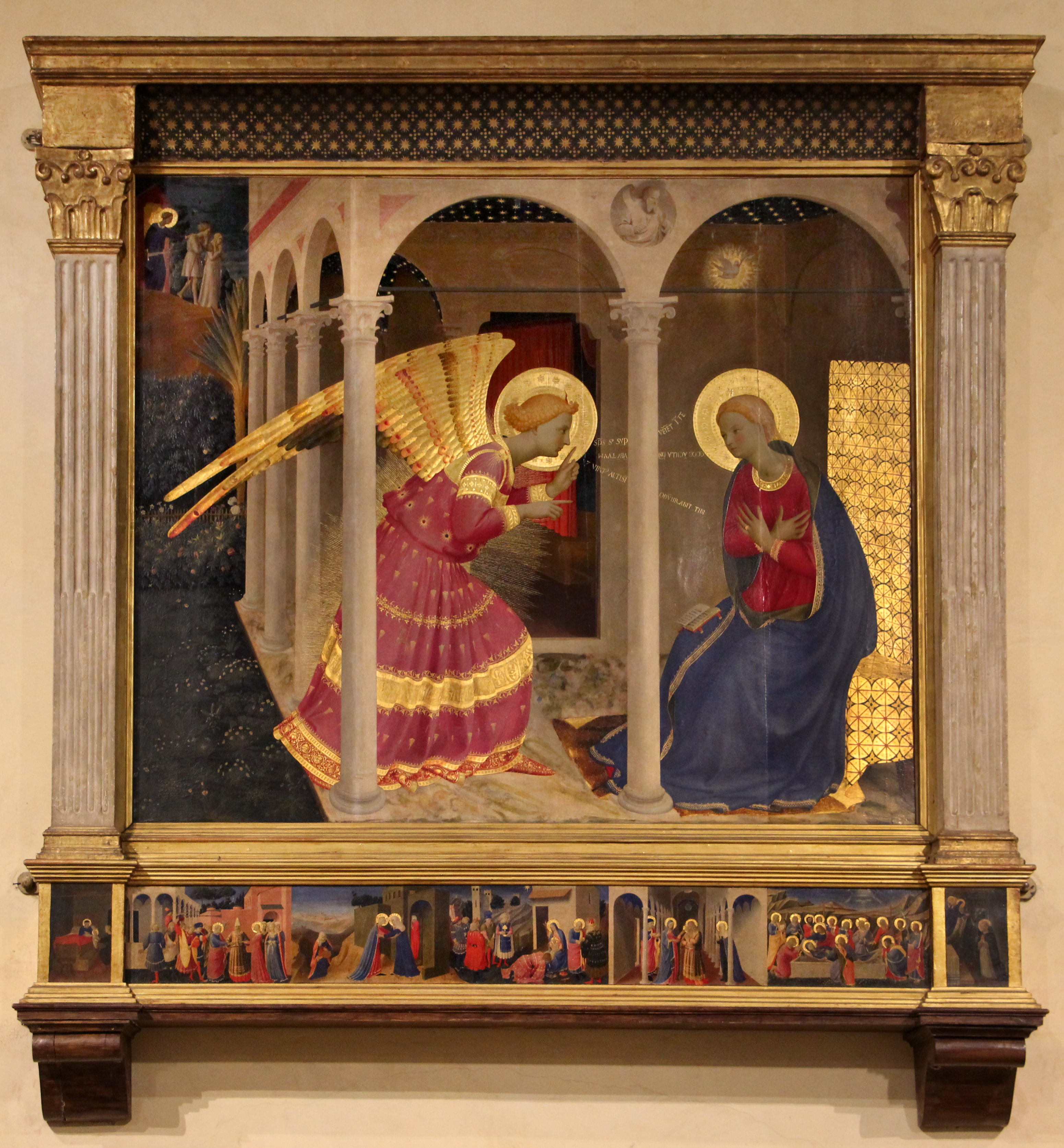
Annunciazione di Cortona di Beato Angelico, 1434-36, Museo Diocesano. Cortona

Sempre nel Quattrocento, si diffuse l'uso della cornice "a tabernacolo". Ciò dimostra come il rapporto tra architetti e intagliatori fosse molto forte. Artisti quali Alberti e Brunelleschi contribuirono, con il loro operato, alla definizione della forma della cornice del XV secolo, come si può evincere, per Alberti, dal tempietto del Santo Sepolcro nella cappella Rucellai a Firenze o, per Brunelleschi, dalla Basilica di San Lorenzo.

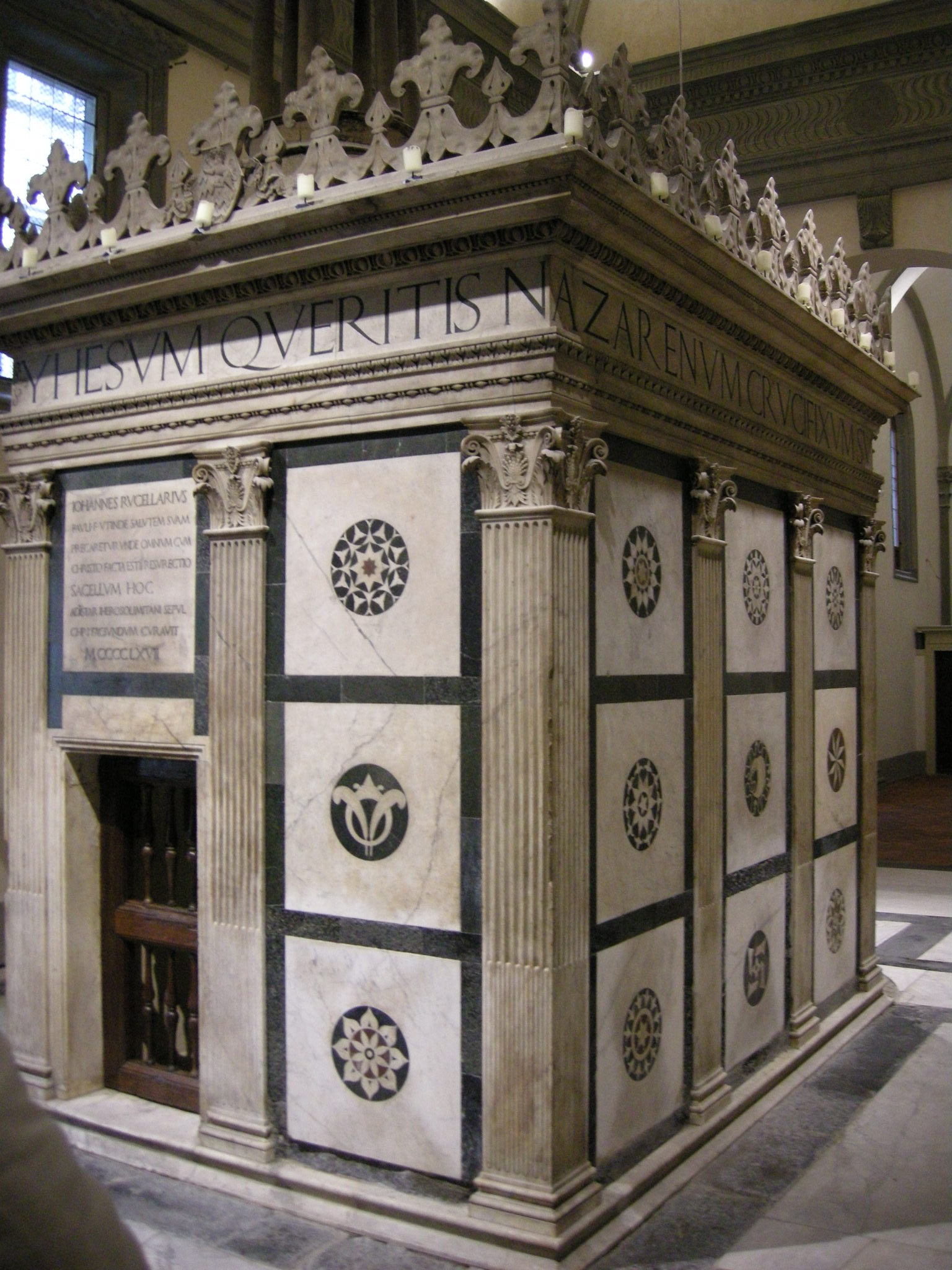
Tempietto del Santo Sepolcro, Cappella Rucellai, Firenze
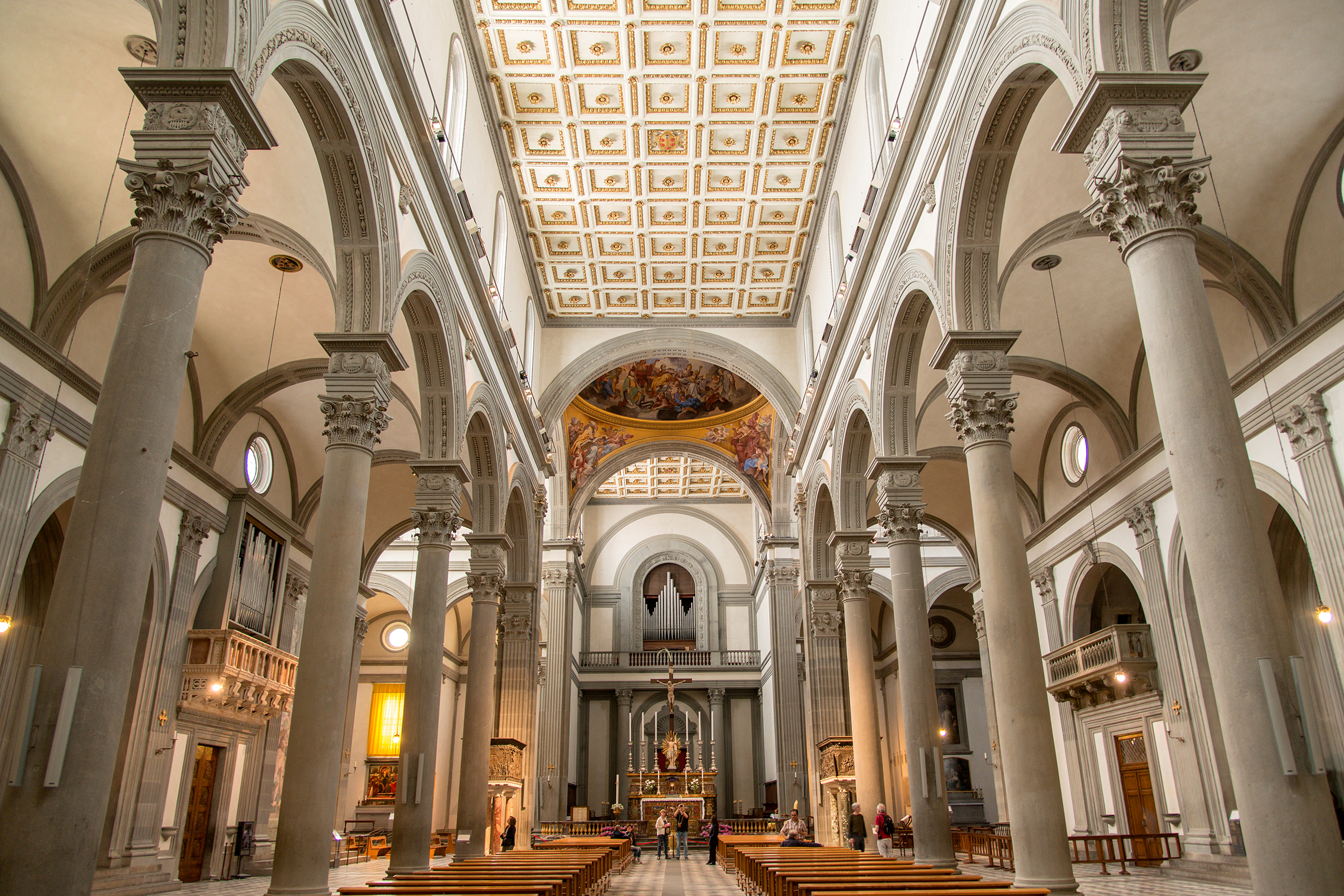
Basilica di San Lorenzo, Firenze

L'evoluzione della cornice "a tabernacolo", la sua semplificazione, comportò la trasformazione in "cornice a cassetta", con i quattro lati omogenei, elementi architettonici meno imponenti e nessuna traccia delle colonne.

### Età moderna
Tra la fine del XV e l'inizio del secolo XVI, sotto il regno di Francesco I, il primo monarca rinascimentale di Francia dal 1515 al 1547, l'arte divenne protagonista della vita quotidiana e fiorì insieme alle cornici. Le cornici erano progettate dai costruttori di mobili piuttosto che dall'artista, dallo scultore o dall'architetto, come in passato.

Cornice con ovoli e dardi

Dal 1610 al 1643, sotto il regno di Luigi XIII di Francia, i profili divennero più sottili dei loro predecessori italiani e apparvero disegni continui come ovoli e dardi, nastri, flussi di foglie e pronunciati disegni angolari in bassorilievo. Ciò aprì la strada al design barocco nelle cornici dei quadri. Sul finire del Seicento, a Firenze, venne abbandonato il fasto degli ornati cinquecenteschi, a favore dello stile romano di Pietro da Cortona, nella città toscana dal 1637 al 1647, per la decorazione di Palazzo Pitti.
Dal barocco, passando per il rococò, si approdò allo stile neoclassico. Sebbene fioriscano, in questo periodo, mascheroni con effigi di divinità o eroi classici, legati da ramificazioni vegetali, le cornici si spogliarono dello sfarzo barocco, a favore di linearità ed equilibrio.

### Età contemporanea
In età contemporanea, la cornice arrivò ad essere un contorno quasi impercettibile, sino a scomparire.
Con la nascita della fotografia, si iniziarono ad usare le cornici anche per le foto oltre che per i quadri.
Quando nacque la fotografia digitale, si diffusero le cornici digitali (dette anche portafoto digitali), la versione digitale di una tradizionale cornice portafoto. Costituita da una cornice in legno o plastica e un display LCD, generalmente integra un lettore di memorie, e degli altoparlanti, poiché alcuni possono leggere anche file multimediali quali MP3 e filmati video.
Le cornici per quadri erano molto sviluppate nei paesi ortodossi (ad esempio Russia e Serbia) e usate per coprire le icone nelle chiese. Le prime cornici americane, conosciute come American Empire Style Frames, sono molto semplici e utilitaristiche.

## Descrizione
Gli ornati delle cornici per quadri si possono tagliare utilizzando una sega a nastro, che si usa generalmente per dar forma a complicati intrecci di foglie che nascono dalla disposizione sovrapposta di diversi strati di legno che servono per dare molteplici spessori all'ornato. Una volta traforato, il disegno ornato può essere intagliato ed inciso per mezzo di sgorbie e di scalpelli.

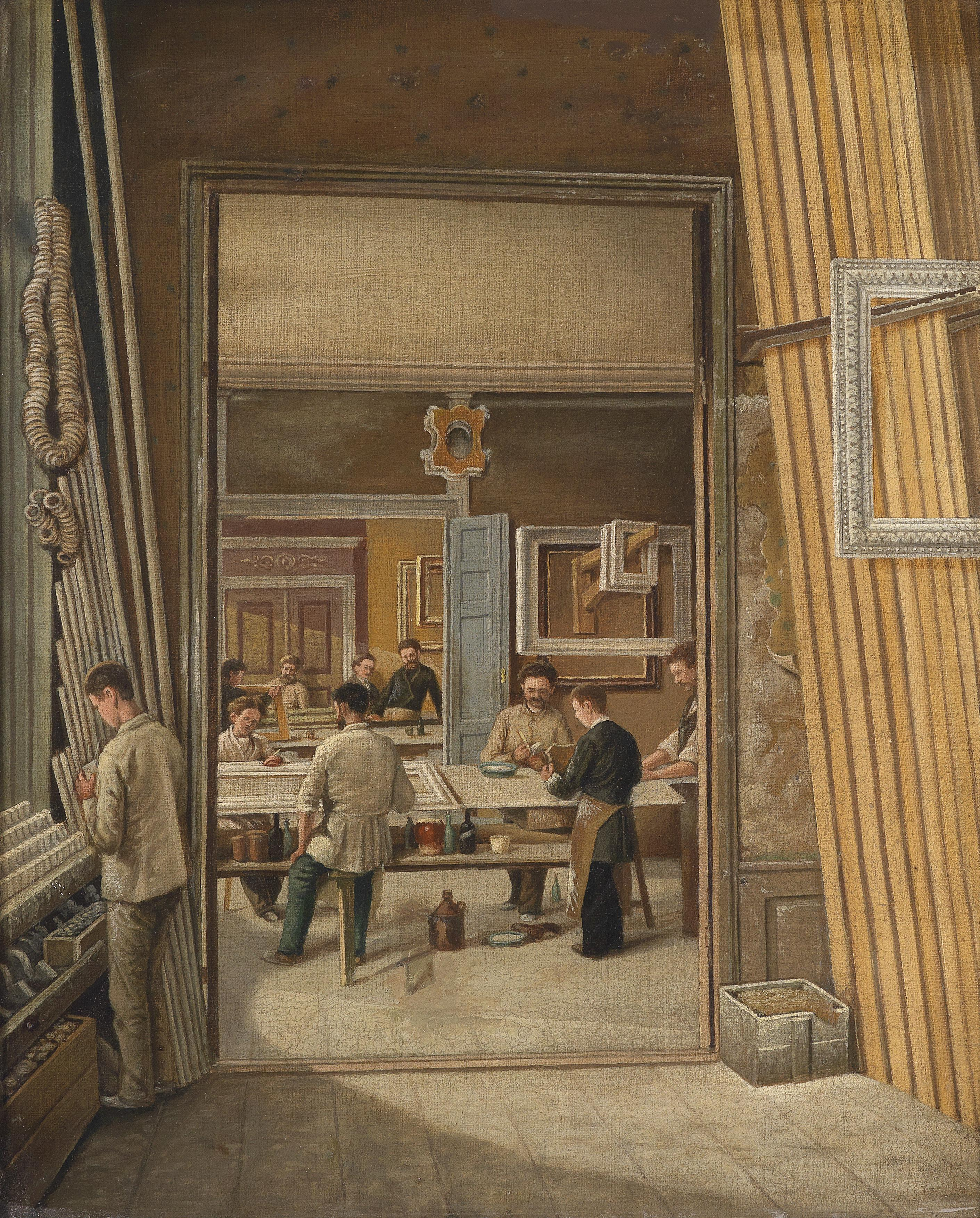
Veduta della bottega di un corniciaio, olio su tela, 1900 ca.

L'intaglio della cornice è un'arte che richiede grande sensibilità manuale, destrezza, coordinazione tra vista e mano e grande senso delle proporzioni. Le cornici per quadri, come peraltro le cornici per specchi, prima di essere intagliate necessitano di un disegno preparatorio che alleggerisce notevolmente la difficoltà d'esecuzione dell'intaglio di cui si potrà prevedere l'equilibrio ancor prima che esso sia iniziato.
Le cornici per quadri sono generalmente fatte da quattro lati di legno tenuti insieme agli angoli da incastri e colla. La forma delle cornici per quadri, più spesso rettangolare, può essere anche esagonale, ottagonale o ovale. Tutte le cornici per quadri hanno una caratteristica comune: sono fatte in maniera da poter ricevere sul retro il telaio di un dipinto.
Generalmente i dipinti hanno un telaio che ha uno spessore variabile tra i cm 1.5 e i cm 2.5. Solo quando i dipinti sono estremamente grandi la misura dello spessore può raggiungere i cm 4. Dopo i cm 4 di spessore già non si tratterebbe di dipinto su tela ma di dipinto su tavola.
La parte della cornice sul retro, capace di ricevere il telaio del dipinto, si chiama "battuta", proprio perché il suo spessore va a battere contro lo spessore del dipinto. Detto questo, va ricordato che le cornici per pittura su tela avranno una battuta standard di cm 3 di spessore e le cornici per pittura su tavola avranno una battuta che può arrivare ad anche oltre i cm 5. Le tavole dipinte antiche, infatti, sono composte da un gruppo di tavole alte un centimetro sul cui retro sono applicati una serie di montanti atti a mantenere coese le tavole dipinte. Sono proprio questi montanti ad obbligare la battuta della cornice ad una dimensione di spessore così elevato.
Il telaio delle cornici per specchio (dette più comunemente specchiere), è molto simile, nella struttura, a quello delle cornici per quadri, sennonché la misura della battuta è certamente inferiore e quasi mai supera il centimetro e mezzo di spessore, dato appunto che quasi mai uno specchio può superare tale dimensione anche se grande e molato.
Le cornici ottagonali, esagonali e ovali non sempre mantengono tale forma anche sul loro esterno. Talvolta per questi modelli esiste la cosiddetta centina, ovvero una superficie piana, poi variamente intagliata e dorata, che va nello specifico a delimitare il quadro ovale, esagonale o ottagonale, ma che a sua volta, possedendo un esterno di forma rettangolare o quadrato, a seconda delle dimensioni del dipinto, sarà incorniciato da una cornice quadrata o rettangolare con le stesse caratteristiche delle cornici sopra descritte. La centina serve, incorporata alle cornici, ad incorniciare dipinti di varia forma lasciando la linearità dell'incorniciatura esterna quadrata o rettangolare.

## Funzione della cornice
Definito "il più mobile dei mobili", la cornice, sino al XIX secolo, ha goduto di uno statuto autonomo rispetto a quello dell'opera pittorica, assoggettandosi alle mode o al gusto del collezionista. Negli abbinamenti tra il quadro e la cornice, infatti, si sono privilegiate la ricchezza delle decorazioni e delle dorature, a detrimento del rapporto ai modelli, all'artista, al luogo e all'origine del dipinto, alla sua struttura artistica e ai suoi colori.

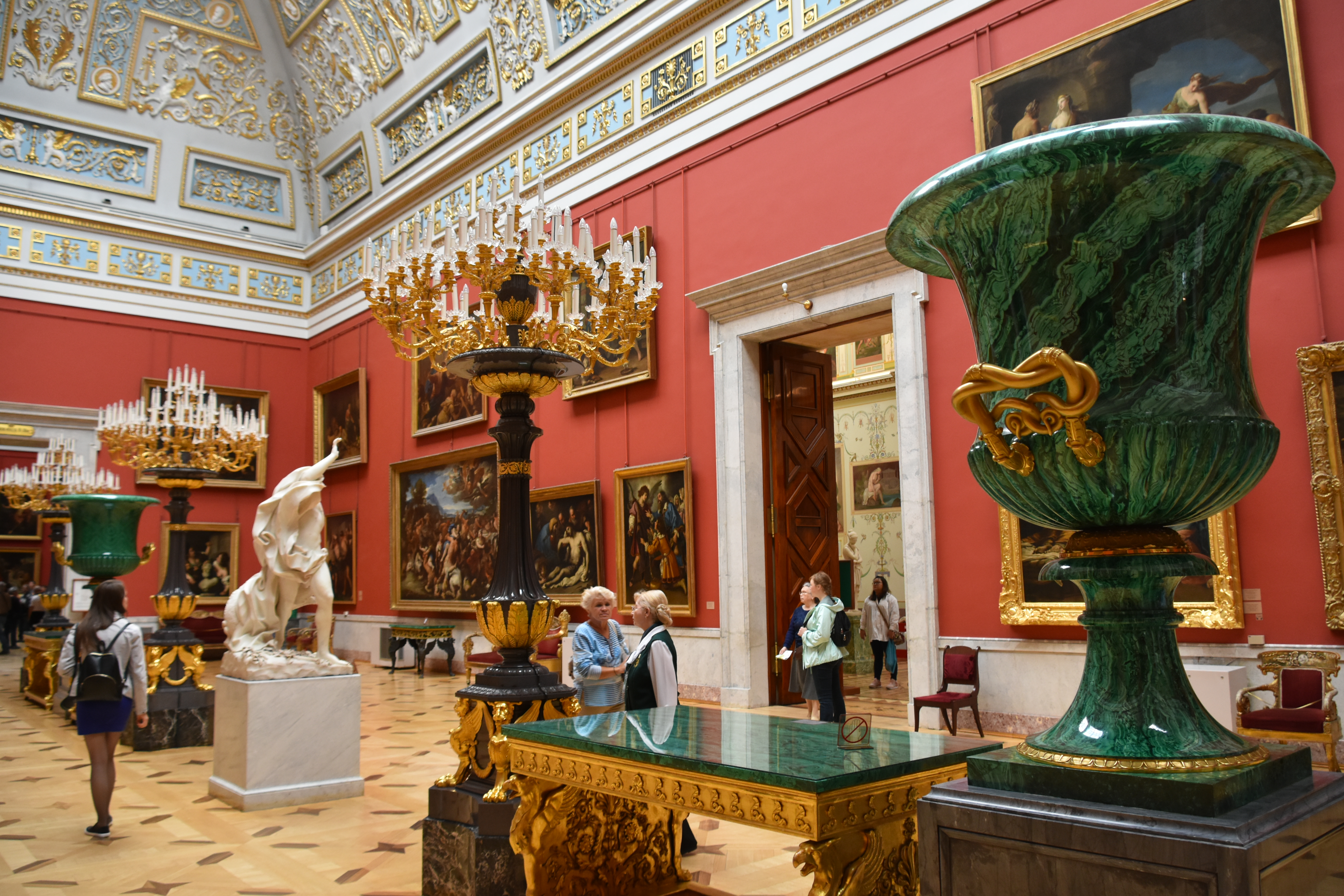
Museo statale Hermitage di San Pietroburgo

In realtà, per altre ragioni e a dispetto dell'assoggettamento alle mode e al gusto, è ipotizzabile che essa abbia sempre intrattenuto un rapporto ancillare con l'opera d'arte. Tra i pensatori che si sono interrogati sulla cornice, un posto di primo piano occupa il filosofo e sociologo tedesco George Simmel, per il quale la funzione della cornice consta nell'escludere l'opera d'arte dall'ambiente circostante contribuendo a porla a quella distanza per cui essa diviene fruibile.
Alla funzione di ornamento, infatti, se ne aggiunge una seconda: quella di protezione dell'immagine da tutto ciò che la circonda. Questa considerazione all'apparenza ovvia, mette in luce la sua differenza dall'affresco: la cornice fa di un dipinto un quadro, emancipandolo dal luogo della sua manifestazione.